# Manuel Esparbé i Dinarés
Manuel Esparbé i Dinarès (el Pont de Vilomara, 1881 - Manresa, 1923) fou un instrumentista de flautí, que també va treballar com a professor de piano. Les seves obres més conegudes son La moreneta i Crisantemes.